# Odontophrynus maisuma
Espèce
Odontophrynus maisuma est une espèce d'amphibiens de la famille des Odontophrynidae.

## Répartition
Cette espèce se rencontre le long des côtes :
- dans le sud du Brésil dans les États de Santa Catarina et de Rio Grande do Sul ;
- dans l'est de l'Uruguay jusqu'à Carrasco (en).

## Publication originale
- Rosset, 2008 : New Species of Odontophrynus Reinhardt and Lütken 1862 (Anura: Neobatrachia) from Brazil and Uruguay. Journal of Herpetology, vol. 42, no 1, p. 134-144